# Distrito de Imboden
El distrito de Imboden era uno de los once distritos del Cantón de los Grisones. Era el penúltimo distrito por superficie (203,81 kilómetros), y el sexto más poblado de los Grisones (17.669 hab. en 2005). El 1 de enero de 2017 fue suplantado por la región de Imboden.

## Comunas por círculo
| Círculo de Rhäzüns/Razén | Círculo de Rhäzüns/Razén | Círculo de Rhäzüns/Razén |
| Comunas                  | Población (31.12.2014)   | Superficie km²           |
| ------------------------ | ------------------------ | ------------------------ |
| Bonaduz                  | 3097                     | 14,40                    |
| Domat/Ems                | 7745                     | 24,22                    |
| Rhäzüns                  | 1371                     | 13,37                    |

| Círculo de Trins/Tris | Círculo de Trins/Tris  | Círculo de Trins/Tris |
| Comunas               | Población (31.12.2014) | Superficie km²        |
| --------------------- | ---------------------- | --------------------- |
| Felsberg              | 2422                   | 13,40                 |
| Flims                 | 2644                   | 50,51                 |
| Tamins                | 1226                   | 40,74                 |
| Trin                  | 1276                   | 47,17                 |